# Silke Bosbach
Silke Bosbach (* 1974 oder 1975) ist eine deutsche Künstlerin und Autorin.

## Leben und Werk
Silke Bosbach stammt aus dem Bergischen Land, studierte Bildende Kunst und Biologie auf Lehramt in Köln und machte eine Zusatzausbildung im Bereich Textildesign. Sie übte eine Lehrtätigkeit an einer freien Akademie der Bildenden Künste in Bayern aus. Ab 1993 führte sie in Overath ein Hobby- und Kreativ-Fachgeschäft.
Bosbach schrieb zu den Themen Kunst, Handwerk und Design.
Sie ist künstlerisch mit Malerei, Hybrid Architecture und Soft Sculptures tätig und entwickelte den Stil Textiles Land Art. Im Jahr 2011 schrieb sie den 1. Textile Outdoor Award unter dem Thema Guerilla Knitting aus. Für diese Kunst-Aktion wurde sie auf der Paperworld 2012 mit dem Insider Award ausgezeichnet. Seit 2011 wird der Textile Outdoor Award von der in Overath auch ein Atelier besitzenden Künstlerin ehrenamtlich realisiert. Der Textile Kunstwanderweg II in Much war 2016 das Ergebnis des von ihr realisierten 4. Textile Outdoor Award und stand unter Schirmherrschaft des Politikers Wolfgang Bosbach.

## Preise
- 2011: Creative Impulse Award[13]
- 2012: Paperworld Insider Award für Fachhändler aus der PBS- und Kreativbranche[14]
- 2019: K+W Kunstpreis[1]

## Ausstellungen (Auswahl)
- 1999: Torhausmuseum Siegburg
- 2003: Burgviertel Bad Wimpfen
- 2004: Zeitgenössische Textilkunst in der Handwerkskammer Köln[15]
- 2010: Textiler Kreuzweg, Wanderausstellung[16]
- 2014: Bestrickend: The Modern Art of Knitting, Handwerksform - Ausstellungs- und Informationszentrum der Handwerkskammer Hannover[17]
- 2014: Häkelkosmos – Vom Korallenriff zum Schwarzen Loch, Deutsches Textilmuseum Krefeld[18][19]
- 2016: Miniaturwelten: fotografiert & gehäkelt, Steinhuder Museen[20]
- 2018, 2022: Kunst auf der Burg, Stadt Blankenberg, Hennef[21]
- 2022: Rückkehr in Würde. Chancen für ein selbstbestimmtes Leben, Frauenmuseum Bonn[22]

## Veröffentlichungen
- Malerische Bilderweiterungen. Materialien für den Sofortunterricht in der Sekundarstufe I. Schöningh Verlag im Westermann Schulbuch, 2004, ISBN 978-3-14-018106-8.
- Grafische Bilderweiterungen. Materialien für den Sofortunterricht in der Sekundarstufe I. Schöningh Verlag im Westermann Schulbuch, 2004, ISBN 978-3-14-018105-1.
- Seidenmalerei. Trend-Motive mit Kaltwachs. Mit Vorlagen. Christophorus Verlag, Freiburg 2005, ISBN 978-3-419-56738-8.
- Textile Schmuckgestaltung. Haupt Verlag, Bern 2009, ISBN 978-3-258-07511-2.
- Modernes Shibori. Haupt Verlag, Bern 2010, ISBN 978-3-258-60011-6 (englisch: Modern Shibori, Bloomsbury Publishing, London u. a. 2011, ISBN 978-1-4081-5148-8).
- Modernes Sashiko. Eine Sticktechnik zwischen Tradition und Gegenwart. Christophorus Verlag, Freiburg 2013, ISBN 978-3-8410-6190-4 (englisch: Modern Sashiko. Search Press, Tunbridge Wells 2015, ISBN 978-1-78221-061-0).
- Sketchnotes und Co. im Unterricht. Kreative Methoden und Techniken zum Visualisieren und Präsentieren. Auer Verlag, Augsburg 2017, ISBN 978-3-403-08029-9.
- Do it yourself. Trendige Ideen für Lehrerinnen: mach’s dir schön! DIY-Anleitungen für die Schule und das Lehrerleben. Auer Verlag, Augsburg 2018, ISBN 978-3-403-08094-7.
- Balthasar, das kleine Schaf. Eine Geschichte aus dem Bergischen Land. Bücken & Sulzer Verlag, Overath 2020, ISBN 978-3-947438-24-2.